# Маланже
Маланже (на португалски: Malanje, произнася се по-близко до Маланжи) е провинция в северна Ангола. Площта ѝ е 97 602 квадратни километра, а населението над 900 000 души. Столицата на провинцията носи същото име град Маланже и е разположен на около 400 километра от столицата на Ангола, Луанда.